# Gare de La Bouteille
La gare de La Bouteille est une gare ferroviaire française de la ligne de La Plaine à Hirson et Anor (frontière), située sur le territoire de la commune de La Bouteille dans le département de l'Aisne en région Hauts-de-France.
Elle est mise en service en 1871 par la Compagnie des chemins de fer du Nord. C'est une halte ferroviaire de la Société nationale des chemins de fer français (SNCF) desservie par des trains TER Hauts-de-France.

## Situation ferroviaire
Établie à 215 m d'altitude, la gare de La Bouteille est située au point kilométrique (PK) 186,430 de la ligne de La Plaine à Hirson et Anor (frontière), entre les gares de Vervins et d'Origny-en-Thiérache.
Elle est équipée d'un quai, pour la voie « Unique » qui dispose d'une longueur utile de 100 m.

## Histoire
La halte de La Bouteille est mise en service le 25 juin 1871 par la Compagnie des chemins de fer du Nord lorsqu'elle ouvre au public, après la guerre de 1870, le tronçon de Vervins à Hirson de sa ligne de Soissons à la frontière belge.
La transformation de la halte en station, demandée dès 1876, va être l'occasion d'un bras de fer entre la Compagnie, les élus et le ministre. En août 1877, la demande de transformation de la halte en station est refusée du fait qu'il n'est plus possible à un ministre d'imposer à une compagnie l'ouverture ou la transformation des gares, stations, haltes et arrêts lorsque la ligne est en service. La Compagnie finira par céder en 1882, après l'établissement de la deuxième voie en 1881.

## Fréquentation
Selon les estimations de la SNCF, la fréquentation annuelle de la gare s'élève aux nombres indiqués dans le tableau ci-dessous.
| Année               | 2023  | 2022  | 2021  | 2020  | 2019  | 2018  | 2017  | 2016  | 2015  |
| ------------------- | ----- | ----- | ----- | ----- | ----- | ----- | ----- | ----- | ----- |
| Nombre de voyageurs | 4 135 | 3 410 | 2 997 | 2 878 | 3 202 | 4 266 | 5 251 | 5 950 | 5 906 |

## Service des voyageurs

### Accueil
Halte SNCF, c'est un point d'arrêt non géré (PANG) à accès libre.

### Desserte
La Bouteille est desservie par des trains TER Hauts-de-France, omnibus, qui effectuent des missions entre les gares de Laon et d'Hirson ou d'Aulnoye-Aymeries. En 2009, la fréquentation de la gare était de 29 voyageurs par jour.

### Intermodalité
Le stationnement des véhicules est possible à proximité.